# コゼットの肖像
『コゼットの肖像』（コゼットのしょうぞう）は、新房昭之監督による日本のOVA作品。音楽は梶浦由記。アニプレックス制作。2004年発売。全3話。

## 概要
「アニプレックスが放つ本格ゴシック・ロマン」が煽り文句のアニメ。
「ゴシック・アンド・ロリータ」を主題にしてはいるが、内容はあくまで「ゴシック・ホラー」とされる。サスペンスやミステリー的な内容が随所に散りばめられ、純愛ストーリーとしての側面もある。作品タイトルに重要な秘密が隠されている。
同年に新房昭之が監督をした『月詠 -MOON PHASE-』は「萌え」とは何かを追求した作品だったが、こちらは「萌え」ではなく「純度の高いロリコンもの（by小黒祐一郎）」。当初ホラーになる予定はなかったとのこと。
新房は、本作を『魔法少女まどか☆マギカ』の原点であると語る。また当時のインタビューで、藤本昌俊プロデューサーの「魔女っ子ですよ、魔女っ子。」のコメントに「続編やるなら『コゼットさん』さんか。そうかあ？（笑）」と返している。このほか少女探偵ものがやりたいとしていた。
ヒロインのコゼット役を演じた井上麻里奈は、ソニー・ミュージック主催の公募制オーディションによって選ばれ、2,000人の中からグランプリを獲得。本作が声優デビュー作となる。
同時に梶浦由記プロデュースによる主題歌「宝石」と挿入歌「Ballad」を担当した。
また、同オーディションで準グランプリの藤原郁美（現・葉山いくみ）は、鏃みちる役として出演し声優デビューしている。
2005年4月1日（3月31日深夜）に再編集版がWOWOWでノンスクランブル扱いで放送された。
2013年10月2日に全3話収録のBlu-ray版が発売され、それに先行して、BS11のANIME+で同年9月20日から10月4日まで27:00 - 27:30で放送された。
タイトルのフランス語"Le Portrait de Petit Cossette"は文法的に誤っており、"Le Portrait de Petite Cossette"が正しい。北米版DVDでは"Le Portrait de Petite Cossette"にタイトルを修正されている。

## 美術設定
劇中に登場する商店街のモデルとなるのは、東京都杉並区阿佐ヶ谷の"パールセンター"である。
また、骨董店「香蘭堂」の配置は、後の作品『魔法少女まどか☆マギカ』の登場人物・暁美ほむらの自宅と同じという演出が施されている。
劇中に登場する数々のポスターは、OKAMAによるもの。目をモチーフにしたポスター群は、「誰かに見られている」という強迫観念のイメージを表現している。

## ストーリー

### 第1話
商店街のなかに佇む骨董品「香蘭堂」。そこでアルバイトをする青年・倉橋 永莉（くらはし えいり）はある日、送られてきた荷物の中に"呪われし器物"と呼ばれる古びたベネチアングラスのカットグラスを見つける。グラスの中に、まるで幻のように現れる謎の美少女・コゼット・ドーヴェルニュ。永莉は彼女の姿に惹きつけられ、密かに逢瀬を楽しむのだった。そして7日目の夜、突如グラスから吹き出した鮮血を浴びながら、永莉はコゼットをめぐる真実を知る。

### 第2話
コゼットと過ごす、時ならぬ時に耽溺していく永莉。彼はコゼットのことをより深く知りたいと想う。鍵を握るのは、彼女の肖像画を手がけた画家マルチェロ・オルランド…。そしてコゼットの口からマルチェロとの関係が語られるとき、物語は大きな転換期を迎える。一方その頃、近くに住む住職・善心尼は商店街に漂う悪意の正体に気づく。

### 第3話
突如、永莉の前から姿を消してしまったコゼット。永莉は"呪われし器物"たちの力を用いて、彼女の後を追うことを選ぶ。現世から切り離された場所で、甘美な時を過ごす二人。しかし永莉はそこに隠された虚飾に気づいてしまう。真っ白なカンバスを前に、真っ赤な血で少女の肖像を刻む永莉。それはコゼットを自らの手に取り戻すための戦いにほかならなかった。

## 登場人物
倉橋 永莉（くらはし えいり）
声 - 斎賀みつき
本作の主人公。日本の骨董店「香蘭堂」でアルバイトをする画学生。ある日、カットグラスから現れたコゼットという名の少女の霊と出会い、彼女に没頭するようになる。絵に関してはかなりの才能の持ち主。
名前の由来は、コゼットの「Z（ゼット）」と対になる「A（エイ）」から。
コゼット・ドーヴェルニュ
声 - 井上麻里奈
本作のヒロイン。金髪碧眼の美少女｡「呪われし器物」といわれるカットグラスから現れた、ドーヴェルニュ家のお嬢様。両親と祖父母の他、ジョアンという弟がいる。また、ソトリスという白い犬を飼っていた。画家のマルチェロ・オルランドとは婚約者同士でもあった。だが、コゼットが大人になってしまう事が許せないマルチェロに家族と共に殺され、悲しみと絶望から「呪われし器物」に取り付いた霊となって永莉の前に現れる。
名前の由来は、ヴィクトル・ユーゴー作『レ・ミゼラブル』の登場人物、コゼットから。
真滝 翔子（またき しょうこ）
声 - 豊口めぐみ
「香蘭堂」でアルバイトをしている女学生で、永莉の学友。永莉に好意を持っており、永莉の様子がおかしいことに気付いてからは彼に恋人ができたのではないかと疑うようになる。
斎賀 由布（さいが ゆう）
声 - 能登麻美子
香蘭堂の近所に住む女の子。翔子に「ゆうちゃん」と呼ばれ、親しまれている。
西本 香織（にしもと かおり）
声 - 田村ゆかり
鏃 みちる（やじり みちる）
声 - 藤原郁美
占い師の女性。たまに香蘭堂の店先を借りて占いをしている。早々に永莉が得体の知れない『何か』に取り込まれかけている事に気付く。
榎戸 豊（えのきど ゆたか）
声 - 森田順平
久本 道夫（ひさもと みちお）
声 - 古本新之輔
永莉の先輩。学校で同じサークルに所属している。友人の付き合いが悪くなると、「オンナができたんだろ？」と言及する癖がある。
釈迦堂 菩心尼
声 - 五十嵐麗
霊感がある女性。香蘭堂の近所にある神社に住む。父が亡くなり、遺品を香蘭堂に売りに来る。香蘭堂を中心に渦巻く不吉な気配に気付き、永莉の身を案じる。
真滝 八海（またき はつみ）
声 - 横手久美子
町の開業女医。翔子の親戚で、永莉の知人でもある。翔子から永莉の様子がおかしいと聞き、永莉を検査する。
伯田 弘（はかた ひろし）
声 - 山岸功
香蘭堂からコゼットが憑依したカットグラスを買った成金社長。愛人共々「呪われし器物」の呪いを受けてしまう。
マルチェロ・オルランド
声 - 江原正士
コゼットの肖像を描いた画家。生年不明で、ドーヴェルニュ家の庇護を受けて18世紀に活躍したとされる。表上ではドーヴェルニュ家没落と同時に謎の失踪を遂げたことになっている。コゼットを溺愛し何枚もの肖像画を描いたが、彼女を一人の女性としてではなく「完璧な美の象徴」として愛していた。そのため「恋」を知ったコゼットが成長し大人になっていく事に耐えられなくなり、家族共々刺殺してしまった。

## スタッフ
- 企画・原作 - COSSETTE HOUSE・ANIPLEX
- 監督・絵コンテ・演出 - 新房昭之[14]
- 脚本 - 関島眞頼
- キャラクターデザイン - 鈴木博文
- 作画監督 - 鈴木博文（第1話 - 第3話）、千葉崇洋（第3話）
- プロダクションデザイン - OKAMA
- 美術監督 - イースター姫組
- 色彩設計 - 渋谷圭子
- 撮影監督 - 田中恒嗣（第1話、第3話）、わたなべぢゅんいち（第2話）
- 編集 - 関一彦
- 音響監督 - 亀山俊樹
- 音楽 - 梶浦由記
- アニメーションプロデューサー - 石田博
- プロデューサー - 藤本昌俊、安西武、阿部愛
- アニメーション制作 - 童夢
- 製作 - ANIPLEX

## 主題歌
エンディングテーマ「宝石」
作詞・作曲 - 梶浦由記 / 歌 - 井上麻里奈
エンディングイラスト - 鈴木博文
挿入歌「Ballad」（第3話）
作詞・作曲 - 梶浦由記 / 歌 - 井上麻里奈

## 関連商品

### OVA
- 先行盤DVD：コゼットの肖像 0
- コゼットの肖像 Vol.1（2004年5月26日発売）
- コゼットの肖像 Vol.2（2004年7月28日発売）
- コゼットの肖像 Vol.3（2004年12月22日発売）

### CD
- コゼットの肖像 オリジナルサウンドトラック（2004年12月1日、SBCV-80014）
  1. the main theme of Petit Cossette
  2. somewhere I belong
  3. moonflower
  4. sadness
  5. regret
  6. love pain
  7. unhallowed
  8. leave me cold
  9. breakdown
  10. in a beautiful morning of May
  11. a prophet's dream
  12. undertow
  13. float
  14. fake jewel
  15. silent ceremony
  16. evocation
  17. my love,so sweet
  18. 宝石（ショートサイズ）
歌：井上麻里奈

## 漫画
『月刊マガジンZ』（講談社）にて、2004年5月号から2005年1月号まで連載された。
- COSSETTE HOUSE、アニプレックス（原作）・桂明日香（漫画）『コゼットの肖像』講談社〈マガジンZKC〉、全2巻
  1. 2004年8月11日発売[15]、ISBN 978-4-06-349183-8
  2. 2004年12月21日発売[16]、ISBN 978-4-06-349191-3